# Radio Cantù
Radio Cantù è un'emittente radiofonica commerciale con sede a Cantù, in via Vittorio Veneto. Punto di riferimento per i tifosi della Pallacanestro Cantù e ideatrice di eventi sportivi e d'intrattenimento, come lo Street Basket, lo Street Soccer e la Festa della Birra, è una delle poche emittenti libere rimaste in Lombardia.
. Nel corso degli anni non ha mai interrotto le proprie trasmissioni, cercando sempre di migliorare la propria ricezione e la qualità dei programmi nonostante i limitati mezzi e le scarse risorse economiche a disposizione. Fa parte del circuito delle radio cattoliche InBlu e collabora con il quotidiano Avvenire per la cronaca locale.

## Storia
Radio Cantù Brianza viene fondata il 31 luglio del 1977 da Agostino Bonadei, Olga Sessolo Giancarlo Borghi, Sergio Bianchi, G.Molteni.
Inizia le trasmissioni subito sulla sua storica frequenza, diventando un punto di riferimento per l'informazione e l'intrattenimento per il territorio canturino. Diversi ragazzi della cittadina comasca iniziano a trasmettere, alternandosi ai microfoni posti nel collegio De Amicis (errore). Nel corso degli anni novanta all'età di 15 anni entra a far parte dello staff radiofonico DJ Francesco, figlio di Roby Facchinetti; il ragazzo fa una breve esperienza di circa due mesi come disc jockey sulle frequenze dell'emittente comasca.
Nel 1996 Don Lino Cerutti rileva le frequenze e le dà uno stampo cattolico, trasmettendo la Santa Messa dei ragazzi dalle varie parrocchie di Cantù e la preghiera della sera durante il periodo quaresimale.
Nel 1999 la radio rischia di scomparire, ma Felice Borghi (attuale direttore dell'emittente) la rileva e trasferisce la sede dal collegio De Amicis alla collocazione provvisoria in via Carcano, dove un tempo vi era l'Istituto per Geometri.
Dal 2002 gli studi hanno trovato una sede definitiva in via Vittorio Veneto.
Dal gennaio del 2007 è stata attivata una nuova frequenza che copre la zona della città di Como, oggi dismessa. Attualmente lo staff è composto da 53 collaboratori volontari impegnati nell'organizzazione degli eventi e nell'allestimento della programmazione radiofonica.

## Programmi Storici
Gli appuntamenti con il basket sono i cardini della programmazione. Infatti Radio Cantù trasmette in diretta e in esclusiva tutte le partite di campionato e di coppa della Pallacanestro Cantù (serie A). Il programma inizia venti minuti prima del match con le anticipazioni. Al termine della radiocronaca, interviste ai protagonisti e la conferenza stampa dell'allenatore. Al lunedì e al venerdì sera va in onda Time out, il talk-show di approfondimento molto seguito dai tifosi di fede biancoblu. La puntata del lunedì sviluppa i temi della partita della domenica mentre nell'appuntamento del venerdì è incentrata principalmente sull'ospite in studio.
Alla domenica pomeriggio spazio anche al calcio con il programma Sportale, trasmissione che segue minuto per minuto la giornata calcistica. Nel corso di ogni appuntamento collegamenti in diretta per le partite del Calcio Monza (serie b) e per il Como (serie b), oltre ai risultati e alle interviste dedicate ai campionati minori.
Non solo sport ma anche tanta musica, dando spazio alle sonorità di nicchia, che non trovano posto nei palinsesti delle radio nazionali. In seconda serata va in onda (K)Nights on the Rock, il contenitore che trasmette tutte le sonorità del rock. Ogni giorno un genere diverso. Al lunedì sera Prog Generator, il generatore di suoni progressive rock dalle origini fino alla realtà neo-progressiva. Programma molto conosciuto tra gli appassionati del genere che ha ricevuto numerosi elogi dalla critica italiana. Al martedì sera Surfing on the Grass, il mondo del punk dall'Old School ai contemporanei, passando per tutte le sfumature di questo discusso genere musicale. Al mercoledì e alla domenica, in seconda serata (23.00), va in onda T. N.T. (Tuoni Nelle Tenebre), presentato da Dr. Trauma, che trasmette death, brutal death, nu-metal e hardcore. Al giovedì sera Rampa di lancio, programma dedicato ai gruppi emergenti. Ogni settimana ospite una band diversa. Al venerdì sera spazio alla comicità di Gino e Jack in piega, senza alcun copione, risate e tanta musica rock.
La prima serata di Radio Cantù prende il nome di Serata InBlu; tutte le sere una voce diversa farà compagnia agli ascoltatori con notizie, curiosità e musica.
Al sabato sera va in onda la programmazione alternativa con musica dedicata agli amanti della discoteca. Si parte con la musica latino-americana di Sonero del Pueblo, passando per la disco-dance dagli anni settanta in poi di From Disco to Disco per poi lasciar spazio a Metropolitan mix, un'ora consecutiva con musica selezionata da dj milanesi e dagli stessi conduttori.
Il pomeriggio di Radio Cantù è dedicato alla musica e all'intrattenimento. Il lunedì Do you remember Rock 'n Roll radio? con la musica rock 'n roll. Al martedì Le migliori di..., classifica delle migliori dieci canzoni stilata dagli ascoltatori. Al mercoledì Area 51, programma dedicato alla musica rap e hip hop all'italiana. Al venerdì Viaggio Solitario con musica ed intrattenimento. Al sabato Mix 80, i grandi successi mixati un dietro l'altro senza interruzioni.
Altri programmi alle 20.00 sono Ghetto JAy con l'hip hop e l'R'n'B. americano in onda il mercoledì e La macchina del tempo, la classifica dei dischi italiani dagli anni sessanta ad oggi in onda il giovedì.
La domenica mattina è dedicata ad un pubblico anziano con la musica liscio e da ballo. A seguire Con Voi a Cantù, con Noi in Brianza, programma culturale e di informazione.

## Programmi attuali
Gli eventi legati alla pallacanestro sono ancora oggi uno dei cardini della programmazione di Radio Cantù, che trasmette in diretta ed in esclusiva tutte le partite di campionato e di coppa della squadra locale (Pallacanestro Cantù). Oltre alle competizioni sportive, ogni domenica mattina alle ore 10:00 è possibile ascoltare in diretta la Santa Messa dalla Basilica San Paolo a Cantù, permettendo agli ascoltatori di pregare in diretta con i sacerdoti della Comunità Pastorale San Vincenzo di Cantù e Intimiano. Inoltre, l'emittente comasca trasmette anche eventi musicali e culturali legati al territorio brianzolo. Come già accadeva in passato, la musica continua a essere protagonista di molte trasmissioni in diretta.

## Curiosità
Durante la pandemia da SARS-CoV-2, Radio Cantù ha continuato a trasmettere programmi in diretta coinvolgendo tutti gli speaker che trasmettevano dalle proprie abitazioni, consentendo alla radio di proporre dei contenuti in tempo reale. Proprio in quel periodo sono nate alcune postazioni di Radio Cantù dislocate a Seveso, Milano, Broni e Reggio Emilia. Anche oggi, alcuni conduttori trasmettono in diretta dai propri homestudio.

## Frequenze
È una la frequenza FM di Radio Cantù, modula il suo segnale sulla portante FM 89.600, coprendo la zona di Cantù e nord della Brianza (con un raggio d'azione che comprende i comuni di Mariano Comense, Cermenate, Seveso, Seregno e Carate Brianza).

## Eventi
Lo Street Basket è un torneo di basket all'aperto che riesce a coniugare musica e sport. Le prime tre edizioni si sono svolte al Collegio De Amicis per poi trasferirsi nel parcheggio del centro sportivo di via Giovanni XXIII. Lo Street Soccer è giunto alla terza edizione ed ha gli stessi princìpi del torneo di basket. La Festa della birra è una tre giorni di musica e divertimento dedicata ai gruppi emergenti del panorama punk, rock, metal e alle cover-band. Dal 2006, in collaborazione con l'Associazione Carnevale canturino, la radio cura la musica e l'intrattenimento durante lo svolgimento delle sfilate del rinomato Carnevale di Cantù.